# Septoria silenes
Septoria silenes är en svampart som beskrevs av Westend. 1857. Septoria silenes ingår i släktet Septoria och familjen Mycosphaerellaceae.   Inga underarter finns listade i Catalogue of Life.